# Sidamo
Per la nació sidama vegeu Sidames, per la província de Sidama vegeu província de Sidama
El sidamo (o sidaama) és una llengua cuixítica parlada per gairebé dos milions d'individus al sud d'Etiòpia i que forma part, ensems amb llengües com ara el burgi, el hadiyya i el libido, de la branca anomenada cuixític oriental de les Terres Altes.

### Gramàtiques
- Abebe Gebre-Tsadik (1985) "An overview of the morphological structure of Sidamo verbs", The verb morphophonemics of five highland east Cushitic languages, including Burji. Afrikanistische Arbeitspapiere 2. Cologne: Institut für Afrikanistik: p. 64-81.
- Abebe Gebre-Tsadik (1982) Derived nominals in Sidamo, B.A. thesis. Addis Ababa: Addis Ababa University.
- Anbessa Teferra (1984) Sidamo verb morphology, B.A. thesis: Addis Ababa: Addis Ababa University.
- Anbessa Teferra (2000) A grammar of Sidaama, Doctoral dissertation. Jerusalem: The Hebrew University.
- Cerulli, Enrico (1938) "La Lingua e la Storia del Sidamo", Studi Etiopici II. Roma: Istituto per l'Oriente.
- Cohen, Marcel (1927) "Du verbe sidama (dans le groupe couchitique)", Bulletin de la Société de la Linguistique de Paris 83: 169-200.
- Gasparini, Armido (1978) Grammatica Practica della Lingua Sidamo. Awasa.
- Kawachi, Kazuhiro (2007) A grammar of Sidaama (Sidamo), a Cushitic language of Ethiopia. Doctoral dissertation. State University of New York at Buffalo.
- Moreno, Martino Mario (1940) Manuale di Sidamo. Milan: Mondadori.

### Diccionaris
- Gasparini, Armido (1983) Sidamo-English dictionary. Bolonya: E.M.I.
- Hudson, Grover (1989) Highland East Cushitic Dictionary (Kuschitische Sprachstudien 7). Hamburg: Buske.
- Sileshi Worqineh i Yohannis Latamo (1995) Sidaamu-Amaaru-Ingilizete Afii Qaalla Taashsho [Diccionari sidaama-amhàric-anglès]. Awasa: Sidaamu Zoone Wogattenna Isporte Biddishsha.